# Guadalupe González Taño
María Guadalupe González Taño (Santa Cruz de La Palma, Canarias, 12 de diciembre de 1965) es una política española perteneciente a Coalición Canaria y la sexta presidente del Cabildo de La Palma desde la etapa democrática de 1979. Fue elegida presidenta del cabildo palmero tras la renuncia en 2009 por parte de José Luis Perestelo y tras las elecciones al Cabildo de La Palma en 2011 en la que quedó Coalición Canaria gobernando en minoría. También fue la primera mujer en ejercer este cargo político en la isla de La Palma. El 22 de noviembre de 2013 perdió la presidencia del cabildo tras una moción de censura apoyada por el PSOE y Partido Popular.

## Trayectoria política
Licenciada en Derecho por la Universidad de La Laguna. Máster en Administración de Empresas. Es también especialista en Gestión Administrativa y Tributaria por la Universidad Complutense de Madrid. 
Desde 1991 hasta 1995 fue asesora para temas comunitarios en la Consejería de Agricultura, Pesca y Alimentación, donde trabajó en el desarrollo del Programa POSEICAN y de la OCM del plátano, siendo elegida en 1995 Secretaria General Técnica de dicha Consejería. Dirigió varias empresas públicas del Gobierno de Canarias:
- Gestión Recaudatoria de Canarias
- Instituto Canario de Investigación
- Gestión de Servicios para la Salud y Seguridad en Canarias.

Fue también directora general de Promoción Turística en la Consejería de Turismo y Transportes. 
Fue la primera mujer en ostentar la Vicepresidencia de Coalición Canaria de La Palma así como en ser elegida Secretaría General.
Fue Concejal y Primera Teniente de Alcalde del Ayuntamiento de Santa Cruz de La Palma, donde asumió las áreas de Desarrollo Económico, Patrimonio, Cultura y Fiestas, así como la organización de la Danza de los Enanos, siendo la única mujer al frente de este número emblemático de la Bajada de la Virgen de Las Nieves
Diputada por la isla de La Palma en el Parlamento de Canarias en la vi legislatura (2003-2007) y ix legislatura (2015-2019).
Fue Secretaria de Organización de Coalición Canaria hasta que el 29 de noviembre de 2020 en el Congreso de esta formación política anunció que abandonaba la política para retomar su profesión de abogada.